# Stenichnus foveola
Stenichnus foveola  (лат.) — вид мирмекофильных коротконадкрылых жуков рода Stenichnus из подсемейства Scydmaeninae.

## Распространение
Европа (Австрия, Германия, Италия, Кипр, Латвия, Словакия, Украина, Чехия, Швеция).

## Описание
Мелкие коротконадкрылые жуки красновато-коричневого цвета. Отмечены в мирмекофильных связях с муравьями следующих родов: Formica, Lasius.
Вид был впервые выделен в 1888 году французским энтомологом Клаудиусом Реем (Claudius Rey; 1817—1895).
Таксон Stenichnus foveola включен в состав рода Stenichnus (вместе с Stenichnus bicolor, Stenichnus collaris, Stenichnus godarti, Stenichnus peezi, Stenichnus pelliceus, Stenichnus pusillus, Stenichnus scutellaris, Stenichnus styriacus), который близок к родам Euconnus и Stenichnoteras, и включён в трибу Cyrtoscydmini из подсемейства Scydmaeninae.